# Успенский собор (Иосифо-Волоцкий монастырь)
Успенский собор (собор Успения Пресвятой Богородицы) — соборный храм Иосифо-Волоцкого монастыря в селе Теряево Волоколамского района Московской области. Построен в конце XVII века. Объект культурного наследия федерального значения.

## История
Первый Успенский собор был построен в монастыре в 1484—1486 гг. Обветшавшее здание было разобрано в конце XVII века, рядом с ним в 1688 году заложен новый собор. Строительство вчерне закончено к 1692 году, окончательно завершено в 1696 году. Собор был построен на средства дьяка Захара Богдана Силина и на пожертвования царя. Строительство вела группа мастеров из Москвы под руководством Кондратия Мымрина. В 1757 году надстроен верхний ярус окружающих собор галерей, также в середине XVIII века сооружены сохранившиеся главы собора и прорезные кресты. В 1740—1757 гг. сооружён новый иконостас, а от первоначального, принадлежавшего мастеру Евсевию Леонтьеву, сохранился лишь нижний ярус. В 1904 году собор заново расписан мастерами, которыми руководил Н. М. Сафонов, по рисункам И. С. Кузнецова.
При соборе находилась колокольня, сооружение которой началось в 1510-х гг., в 1690-х гг. она была доведена до десятиярусной. Колокольню окружала паперть, разобранная в 1830-х гг. Колокольня была взорвана отступавшей советской армией во время Великой Отечественной войны.

## Архитектура
Собор представляет собой пятикупольный четырёхстолпный храм крестово-купольного типа на высоком белокаменном подклете. Он опоясан с трёх сторон двухъярусными галереями. У храма имелись три портала, к которым вели три лестницы (северная была разобрана в XIX веке). Архитектурно храм имеет традиционную для русского зодчества общую концепцию, при этом детали выполнены в стиле московского барокко. Четверик храма ниже закомар, барабаны и рундуки украшены фризом из полихромных изразцов, образующих так называемое «павлинье око», выполненных в мастерской Степана Полубеса. Представляют интерес также изразцы в парапетах галерей, а также геометрические оконные решётки.
Внутри основной объём собора двусветный, на массивных круглых столбах, находящихся на квадратных постаментах. Сохранился пятиярусный иконостас XVIII века с чертами барокко.
Рядом с храмом частично сохранился подклет колокольни в форме восьмерика с остатками сомкнутого свода и лестницы внутри стены. Углы строения украшены широкими лопатками.